# Уильям Керр, 3-й граф Лотиан
Уильям Керр, 1-й и 3-й граф Лотиан (англ. William Kerr, 1st Earl of Lothian; около 1605 — октябрь 1675) — шотландский дворянин и политик
.

## Биография
Родился около 1605 года. Старший сын сэра Роберта Керра, будущего 1-го графа Анкрама (ок. 1578—1654), и Элизабет Мюррей. Он родился в Сент-Джеймсском дворце в Лондоне и получил образование в Кембриджском университете и в Париже. Он сопровождал Джорджа Вильерса, 1-го герцога Бекингема, на остров Ре в 1627 году и участвовал в экспедиции против Испании в 1631 году.
31 октября 1631 года для Уильяма Керра были созданы титулы 1-го графа Лотиана и 1-го лорда Керра из Ньюбаттла (Пэрство Шотландии).
Уильям Керр подписал Национальный пакт в 1638 году и отправился вместе с шотландцами в Англию в 1640 году, присутствуя при разгроме англичан в битве при Ньюберне. Впоследствии он стал губернатором Ньюкасла. В 1642 году он был назначен одним из четырех уполномоченных казначейства, был генерал-лейтенантом шотландской армии в Ирландии и в том же году был назначен тайным советником.
Он был избран в парламент в 1644 году и присоединился к лорду Аргайлу в экспедиции против лорда Монтроза во время Войн трёх королевств в 1644 году. Он был одним из комиссаров, посланных для переговоров с королем в Холмби-хаусе в 1647 году.
Уильям Керр был назначен государственным секретарем в 1649 году и был одним из уполномоченных, посланных шотландским парламентом в знак протеста против крайних мер против короля, посетившего Карла II Стюарта в изгнании в Бреде. В 1650 году он был генералом шотландских войск. В 1662 году он отказался принести клятву отречения.

## Личная жизнь
9 декабря 1630 году Уильям Керр женился на леди Энн Керр, 3-й графине Лотиан (? — 26 марта 1667), дочери Роберта Керра, 2-го графа Лотиана (? — 1624), и леди Аннабеллы Кэмпбелл (? — 1652). У супругов было десять детей:
- Леди Мэри Керр (? — март 1708), муж с 1659 года Джеймс Броди, 16-й барон Броди (1637—1708)
- Леди Маргарет Керр, муж с 1666 года сэр Джеймс Ричардсон из Смитона, 4-й баронет (? — 1717)
- Леди Энн Керр (26 ноября 1631 — 30 августа 1658), муж с 1651/1652 года Александр Фрейзер, мастер Салтон (ок. 1630—1682)
- Леди Элизабет Керр (род. 6 сентября 1633 года), муж с 1649 года Джон Бортвик, 9-й лорд Бортвик (1615/1616 — 1674/1675)
- Роберт Керр, 1-й маркиз Лотиан (8 марта 1636 — 15 февраля 1703), старший сын и преемник отца
- Сэр Уильям Керр (род. 22 декабря 1638), женат с 1664 года на Агнес Кокберн.
- Чарльз Керр (род. 17 июля 1642), был женат на Сесили Скотт, дочери Патрика Скотта из Лэнгшоу.
- Леди Вир Керр (24 апреля 1649 — 17 апреля 1674), муж с 1668 года лорд Нил Кэмпбелл (ок. 1630—1692)
- Леди Генриетта Керр (2 февраля 1653 — 30 июня 1741), муж с 1673 года сэр Фрэнсис Скотт из Тирлстейна, 1-го баронета (1645—1712)[4][5]